# Embedded C++
Embedded C++是嵌入式系统上使用的一种C++方言，由日本CPU大廠NEC、日立、富士通、东芝于1996年提出，也可以缩写作EC++。提出这一方言的目的是在保持C++语言面向对象特性的同时，尽可能减小代码、提升执行效率、简化编译器。
Embedded C++ 是C++的子集合。有某些C++的特性被移除：
- 多重繼承
- 虛擬基礎類別
- 執行期型態訊息（typeid）
- 新式C++轉型（static_cast, dynamic_cast, reinterpret_cast 和 const_cast）
- mutable 型別
- 命名空间
- 异常处理
- 模板

有些编译器也允许在 Embedded C++ 中使用部分 ISO/ANSI C++ 的特性。
這套語言並不被其他的 C++專家看好。特別是C++之父比雅尼·史特勞斯特魯普 稱，"To the best of my knowledge EC++ is dead (2004), and if it isn't it ought to be." 事實上，Embedded C++的官方網站自2002年以後就沒再更新了。

## 外部連結
- Official Embedded C++ Website（页面存档备份，存于）
- Background and Objectives of the Embedded C++ Specification Development（页面存档备份，存于）
- Embedded C++: An Overview，by P.J. Plauger, Embedded Systems Programming, December 1997